# Слінкі

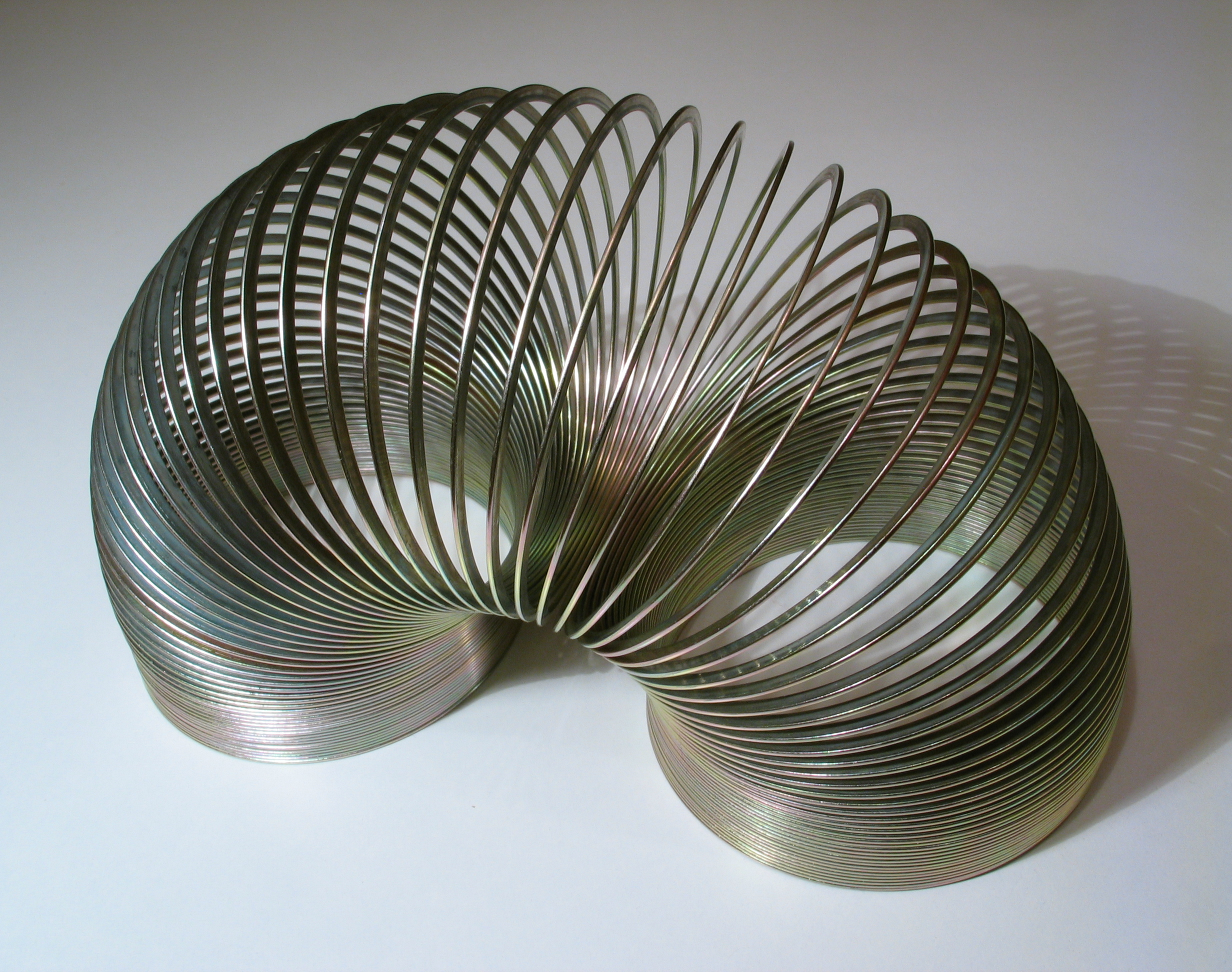
Крок пружинки

Слінкі (англ. slinky, «елега́нтний», «ви́тончений», «пла́вний») — іграшка у формі гвинтової пружини, яка може виконувати кілька трюків, зокрема спускатися по сходах.

## Історія
Іграшку випадково винайшов у 1943 році американський інженер-механік Річард Томсон Джеймс (1914—1974), коли досліджував пружини для балансування чутливих приладів на кораблях. Коли Річард Джеймс випадково випустив довгу гвинтову пружину з рук, вона, перед тим як зупинилася, зробила кілька «кроків» по підлозі. Джеймс задумався і зрозумів, що з неї можна зробити гарну іграшку. Назву для іграшки придумала його дружина Бетті М. Джеймс (1918—2008). У 1945 році подружжя взяло позику на 500 доларів, після чого забавка з'явилася на полицях крамниць. Спочатку її виготовляли з шведської синьо-чорної сталі, але коли його дружина Бетті Джеймс очолила виробництво, вона замінила її на американську сталь сріблястого кольору.

## Принцип дії

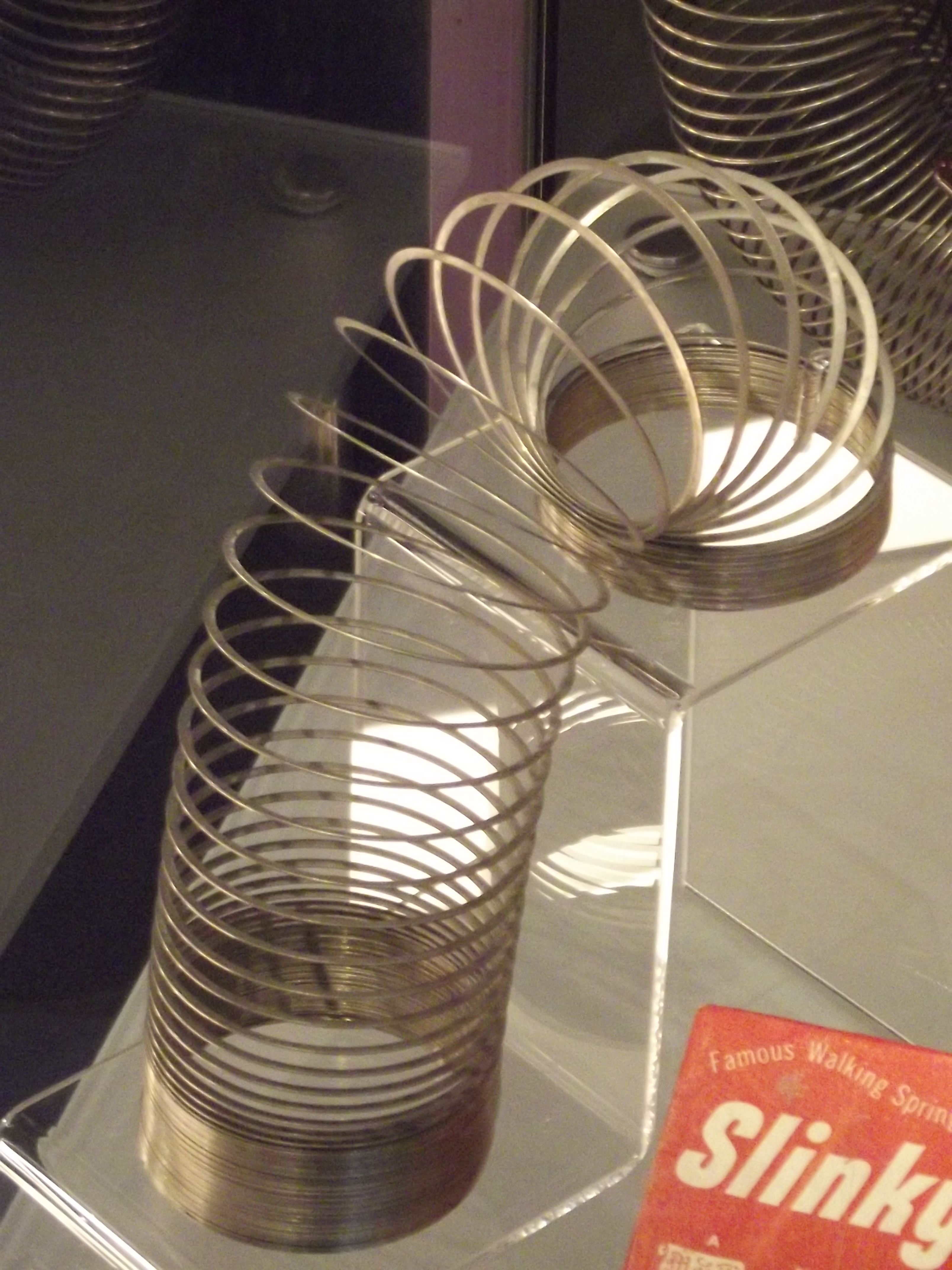

### Іграшка в дії
Принцип дії забавки дуже простий. Щоб його побачити треба лише поставити іграшку на верху довгих сходів, потім взяти її верхній кінець і ніби перекинути її на першу сходинку, а далі насолоджуйтесь цікавим, захопливим та неповторним видовищем.

### Види гри
Деякі діти, які вперше побачили якусь дивну, нову іграшку просто не знають що з нею робити, і вигадують свої варіанти гри. Вони беруть один кінець слінкі в одну руку, а другий в другу й просто першу руку опускають, а другу піднімають і таким чином виходить дуже цікаве видовище. А деякі роблять так: дві людини беруть іграшку й розтягують її у різні боки, таким чином роблячи довжелезну скакалку. Кожен, хто вперше побачить слінкі й не знатиме, як вона працює, обов'язково знайде спосіб з нею погратися.

### Іграшка в школі
Металева або пластикова пружина — слінкі, з діаметром 100 мм, використовується в кабінетах фізики загальноосвітнього навчального закладу для проведення дослідів з механіки. Загальна довжина непластично розтягнутої пружини не менше 2 м. За допомогою пружини можна легко моделювати поздовжні механічні хвилі і вивчати їх властивості.

## Відзнаки
- 2000 — внесена до Національної зали слави іграшок[en] (було продано понад 250 мільйонів забавок)[1].